# 大仁宮廢船爆炸事件
大仁宮廢船爆炸事件是台灣一起重大爆炸事件，發生於1986年8月11日上午11時40分，地點在高雄港的大仁宮拆船碼頭（行政區屬高雄市小港區）。發生爆炸的船隻是停放於大仁宮14號拆船碼頭的油輪「加拿利號」（Canari），業主為黃憲治。加拿利號是一艘原荷蘭籍油輪，1985年11月5日於兩伊戰爭期間在波斯灣遭伊朗發射的飛彈擊中而報廢，由弘榮公司購入，在1986年時運至高雄進行解體。
爆炸發生所導致的艙板飛行最遠距離達到約1000公尺。火勢直到8月13日才完全撲滅。事故釀成16死107傷，並且造成中鋼社區、中船新村、高雄海關、台糖公寓、臨海新村...等計約4000戶民宅門窗破損；高雄市政府消防局一共出動638名消防人員、124部消防車及17艘消防船。附近的小港機場、中國鋼鐵與中國造船廠區也受影響。
高雄為當時世界上主要的拆船中心之一，而1980年代台灣曾是世界上拆船量最多的地方。此事件使得當局再度注意到拆船安全問題，並且重新檢討拆船業的設置。大仁宮拆船碼頭因此被政府收回，1989年闢建為高雄港第五貨櫃中心，台灣的拆船業因外移至其他國家而逐年沒落。

## 外部連結
- 高雄畫刊 - 拆船碼頭的黃昏[永久]
- 老照片說故事系列報導 - 打狗港[永久]
- 省府委員會議檔案 - 警務處簽為「高雄港大仁宮卡娜莉輪解體傳爆炸搶救情形報告」，報請公鑒案
- 國家文化資料庫 - 高雄小港拆船碼頭卡納莉號油輪爆炸案[永久]